# Куинси (Калифорния)
Куинси (англ. Quincy) — статистически обособленная местность в штате Калифорния, США. Она является административным центром округа Плумас. В 2010 году в местности проживали 1728 человек.
По данным Бюро переписи населения США местность имеет площадь 10,9 квадратных километров. Расположенный на западном склоне горного хребта Сьерра-Невада, посёлок Куинси был основан в 1852 году во время Калифорнийской золотой лихорадки. Почтовый офис открылся в 1855 году, а посёлок был официально признан властями в 1858 году.

## Население
| Год переписи | Нас. |  | %±  |
| ------------ | ---- |  | --- |
| 2000         | 1879 |  | —   |
| 2010         | 1728 |  | −8% |
| 2017         | 1936 |  | 12% |

По данным переписи 2010 года население Куинси составляло 1728 человек (из них 45,7 % мужчин и 55,3 % женщин), в местности было 798 домашних хозяйств и 413 семей. Расовый состав: белые — 86,8 %, коренные американцы — 1,7 % афроамериканцы — 2,1 %, азиаты — 1,1 % и представители двух и более рас — 4,3 %. 7,6 % населения города — латиноамериканцы (6,0 % мексиканцев).
Из 798 домашних хозяйств 37,6 % представляли собой совместно проживающие супружеские пары (12,2 % с детьми младше 18 лет), в 10,7 % семей женщины проживали без мужей, в 3,5 % семей мужчины проживали без жён, 48,2 % не имели семьи. В среднем домашнее хозяйство ведут 2,10 человек, а средний размер семьи — 2,77 человека.
Население местности по возрастному диапазону по данным переписи 2010 года распределилось следующим образом: 19,7 % — жители младше 18 лет, 4,1 % — между 18 и 21 годами, 57,8 % — от 21 до 65 лет и 18,4 % — в возрасте 65 лет и старше. Средний возраст населения — 45,5 лет. На каждые 100 женщин в Куинси приходилось 84,2 мужчин, при этом на 100 совершеннолетних женщин приходилось уже 81,1 мужчины сопоставимого возраста.

## Экономика
В 2017 году из 1657 человек старше 16 лет имели работу 799. При этом мужчины имели медианный доход в 59 632 долларов США в год против 45 673 долларов среднегодового дохода у женщин. В 2017 году медианный доход на семью оценивался в 69 457 $, на домашнее хозяйство — в 45 329 $. Доход на душу населения — 24 417 $ в год. 17,6 % от всего числа семей в Куинси и 24,7 % от всей численности населения находилось на момент переписи за чертой бедности.